# Sinop Futebol Clube
Format:Referințe=septembrie 2019
Sinop Futebol Clube este o echipă de fotbal din campionatul Braziliei, cu sediul în orașul Sinop, statul Mato Grosso, înființată în anul 1977.